# Wilbur Scoville
Wilbur Lincoln Scoville (22. ledna 1865 – 10. března 1942) byl americký lékárník známý především pro jeho „Scoville Organoleptic Test“, dnes standardizovaný jako Scovilleova stupnice.
Test a stupnici navrhl v roce 1912 když pracoval v Parke-Davis, farmaceutické společnosti, která měřila chuť, „okořeněnost“ nebo „pálivost“ různých Chilli papriček.

## Život
Scoville se narodil v Bridgeportu v Connecticutu. Oženil se s Cora B. Uphamovou ve Wollaston (Quincy, Massachusetts) 1. září 1891. Měli dvě děti: Amy Augusta se narodila 21. srpna 1892 a Ruth Upham se narodil 21. října 1897.

## Ocenění
Získal následující ceny Americké farmaceutické asociace (APhA):
- 1922 – The Ebert Prize, given to „...recognize the author(s) of the best report of original investigation of a medicinal substance...“
- 1929 – The Remington Honor Medal, nejvyšší ocenění APhA